# Äntergastarsbataljonen
Äntergastbataljonen var en bataljon som år 1717 bildades av de båda Södermanlandskompanierna.